# السيرة العربية (مسلسل)
مسلسل السيرة العربية هو مسلسل تاريخي سوري مصري من إنتاج عام 1992م،

## قصة العمل
مسلسل تاريخي في كل حلقة يقوم بسرد قصة أحد من شخصيات العرب التاريخية كالفرسان العلماء والأدباء

## الممثلون

### من سوريا
- جمال سليمان
- عبد الرحمن أبو القاسم
- غسان مسعود
- حسن دكاك
- سلوم حداد
- نادين الخوري
- واحة الراهب
- عارف الطويل[4]
- نورمان أسعد
- رضوان عقيلي
- حاتم علي
- أديب قدورة

### مصر
- خالد زكي
- فادية عبد الغني
- سلوى محمود
- مجدي كامل
- وفاء صادق
- رشوان توفيق